# Marlene Ahrens
Marlene Ahrens Ostertag, później Ebensperger (ur. 27 lipca 1933 w Concepción, zm. 17 czerwca 2020 w Santiago) – chilijska lekkoatletka specjalizująca się w rzucie oszczepem.
Srebrna medalistka igrzysk olimpijskich w Melbourne w 1956. Jej medal był pierwszym i przez blisko 50 lat (do sukcesów tenisistów Nicolása Massú i Fernando Gonzáleza podczas igrzysk w Atenach w 2004; dwa złota i brąz) jedynym medalem dla Chile na igrzyskach olimpijskich. Jest także dwukrotną złotą medalistką igrzysk panamerykańskich w rzucie oszczepem: z 1959 i 1963.